# Grönland népessége
Grönland (grönlandiul Kalaallit Nunaat, a. m. Emberek országa) a Föld legnagyobb szigete, terület szerint.a világ negyedik legnagyobb közigazgatási egysége 
Grönland népessége  32 500 (1960), 46 400 fő (1970), 50 200 fő (1980), 55 600 fő (1990), 56 200 fő (2000), 56 905 (2010), 57 564 fő (2008), 56 483 (2013)

### Várható élettartam
Várható élettartam: 63,42 év (1978), 65,07 (1990), 66,96 év (2000), 69,23 év (2005) 71,03 év (2010).

## Életkor szerinti megoszlás
2014. július 1-jei adatok alapján:
- 0–6 éves: 5605 (férfi 2893; nő 2712)

- 7–14 éves: 6531 (férfi 3316; nő 3215)

- 15–17 éves: 2462 (férfi 1243; nő 1219)

- 18–24 éves: 6491 (férfi 3293; nő 3198)

- 25–64 éves: 31 128 (férfi 16 960; nő 14 168)

- 65 éves vagy annál idősebb: 4153 (férfi 2133; nő 2020)

## Etnikai, nyelvi, vallási megoszlás
A lakosság zöme az eszkimó (inuit) őslakossághoz tartozik, arányuk 88%. Az eszkimók mongolidok, az indiánok közeli rokonai. Mióta a terület Dániához tartozik, azóta élnek itt dán betelepülők is, valamint a két népcsoport keveredéséből származó sajátos réteg is létrejött a szigeten. A dánok és a keverékek aránya 12%. A lakosság nagy része a nyugati partvidéken vagy annak közelében él. 

## Városok
A legnépesebb város a főváros, Nuuk, ahol 15 666 fő él. Sisimiutban, a második legnépesebb városban 5598, Ilulissatban 4541, Qaqortoqban 3229, Aasiaatban 3142, Maniitsoqban 2670, Tasiilaqban 2017, Paamiutban 1515, Narsaqban 1503, Nanortalikban 1337 ember él.

## Fordítás
- Ez a szócikk részben vagy egészben  a   Demographics of Greenland című angol Wikipédia-szócikk fordításán alapul.  Az eredeti cikk szerkesztőit annak laptörténete sorolja fel. Ez a jelzés csupán a megfogalmazás eredetét és a szerzői jogokat jelzi, nem szolgál a cikkben szereplő információk forrásmegjelöléseként.
- Ez a szócikk részben vagy egészben  a   Demografia della Groenlandia című olasz Wikipédia-szócikk fordításán alapul.  Az eredeti cikk szerkesztőit annak laptörténete sorolja fel. Ez a jelzés csupán a megfogalmazás eredetét és a szerzői jogokat jelzi, nem szolgál a cikkben szereplő információk forrásmegjelöléseként.